# Rue Chevaufosse
La rue Chevaufosse est une rue ancienne du centre de Liège reliant la rue Reynier à la rue Saint-Laurent.

## Odonymie et historique
La fosse désigne la mine (de houille). Chevaufosse signifierait donc la Mine aux Chevaux. Les chevaux étaient souvent employés pour actionner le manège dans un charbonnage. La rue Jonfosse aurait la même origine. Avant le XIXe siècle, la voirie s'appelait la rue aux Ânes et reliait la rue Saint-Gilles à la rue du Calvaire. La rue est tracée sur la carte Ferraris de 1777 et est sans doute bien antérieure à cette époque. Les travaux dus aux percements de la voie ferrée puis de l'autoroute A602 ont modifié le tracé de la partie haute de la rue.

## Description
Cette rue ancienne et pavée à forte déclivité (côte de 12 %) mesure approximativement 285 m et compte une quarantaine d'immeubles d'habitation. Densément bâtie dans sa parie inférieure, la rue entre dans un environnement plus verdoyant dans sa partie haute (au-dessus de la rue Wazon). La voirie finit par longer la voie ferrée Liège-Bruxelles (plan incliné de la côte d'Ans) qui se trouve en contrebas. La rue applique un sens unique de circulation automobile dans le sens de la descente (Saint-Laurent vers Reynier).

## Architecture
Aux nos 1 et 3, deux immeubles de style classique ornés de nombreux pilastres couronnés de chapiteaux.
Au no 72, portail en arc en plein cintre en pierre de taille avec sacré-cœur sculpté en clé de voûte.
Au sommet de la rue, la façade arrière donnant sur une cour intérieure de l'immeuble situé au no 78 remonte au XVIIe siècle. 

## Voies adjacentes
- Rue Henkart
- Rue Reynier
- Rue Wazon
- Rue Saint-Laurent

### Source et bibliographie
- Yannik Delairesse et Michel Elsdorf, Le nouveau livre des rues de Liège, Liège, Noir Dessin Production, 2008, 512 p. (ISBN 978-2-87351-143-2 et 2-87351-143-5, présentation en ligne), page 207